# Colin Hendry
Edward Colin James Hendry (* 7. Dezember 1965 in Keith, Schottland) ist ein ehemaliger schottischer Fußballspieler.

## Karriere

### Als Spieler

#### Im Verein
Zunächst spielte Hendry als Stürmer für kleinere Lokalvereine in Keith, bevor er 1983 seine Profikarriere beim FC Dundee in der schottischen Premier League begann. 1987 erfolgte der Wechsel nach England zu den Blackburn Rovers, wo man ihn zum Verteidiger umschulte. Hier absolvierte er über 100 Spiele, ehe er 1989 von Manchester City unter Vertrag genommen wurde. Nach der Einsetzung des neuen Trainers Peter Reid kehrte er zu seinem alten Club Blackburn mit dessen neuem Trainer Kenny Dalglish zurück und gewann 1995 die englische Meisterschaft.
1998 wurde Hendry von Dick Advocaat für die Glasgow Rangers für vier Mio. Pfund verpflichtet; von Advocaat wurde er an Coventry City, die Bolton Wanderers, Preston North End und den FC Blackpool ausgeliehen, bevor er seine Karriere beendete.

#### In der Nationalmannschaft
Hendry war auch ein erfolgreicher schottischer Nationalspieler. Obwohl er erst mit 27 Jahren in die Auswahl berufen wurde, absolvierte er 51 Spiele und nahm als Kapitän an der Fußball-Europameisterschaft 1996 und an der Fußball-Weltmeisterschaft 1998 teil.
Hendry ist Mitglied der Scotland Football Hall Of Fame.

### Als Trainer
Im Juni 2004 trat Hendry eine Stelle als Trainer des FC Blackpool an, wurde jedoch im November 2005 wegen Erfolglosigkeit wieder entlassen. Zuletzt war er beim schottischen Verein FC Clyde beschäftigt, trat dort aber aus familiären Gründen am 18. Januar 2008 zurück.